# Dömitz
Dömitz – miasto w Niemczech, w kraju związkowym Meklemburgia-Pomorze Przednie, w powiecie Ludwigslust-Parchim, siedziba Związku Gmin Dömitz-Malliß. Najbardziej na południe położona gmina kraju związkowego.

## Toponimia
Nazwa pochodzenia słowiańskiego, pierwotna połabska forma Domalici/Domanici została urobiona od imienia Domal/Doman. W języku polskim rekonstruowana jako Domienice.

## Współpraca
Miejscowość partnerska:
- Raesfeld, Nadrenia Północna-Westfalia